# Choice Cuts
Choice Cuts est le premier et seul album du groupe de blues rock américain Pure Food and Drug Act sorti en 1972 chez Epic Records.

## Liste des pistes
| 1.    | Jim's Message                 | 1:44  |
| 2.    | My Soul’s On Fire             | 4:11  |
| 3.    | 'Til The Day I Die            | 7:12  |
| 4.    | Eleanor Rigby                 | 11:01 |
| 5.    | A Little Soul Food            | 4:06  |
| 6.    | Do It Yourself                | 4:24  |
| 7.    | Where's My Sunshine?          | 9:03  |
| 8.    | What Comes Around Goes Around | 4:45  |
| 46:26 |                               |       |